# Turdoides earlei
El turdoide de Earle (Turdoides earlei) es una especie de ave paseriforme de la familia Leiothrichidae propia de las montañas que circundan el subcontinente indio.